# Pexicopia
Pexicopia is een geslacht van vlinders uit de familie van de tastermotten (Gelechiidae).

## Soorten
- P. arenicola Common, 1958
- P. bathropis (Meyrick, 1904)
- P. catharia Common, 1958
- P. cryphia Common, 1958
- P. dascia Common, 1958
- P. desmanthes (Lower, 1898)
- P. diasema Common, 1958
- P. dictyomorpha (Lower, 1900)
- P. epactaea (Meyrick, 1904)
- P. euryanthes (Meyrick, 1922)
- P. karachiella Amsel, 1968
- P. malvella Linnaeus, 1758 - heemstzaadmot
- P. melitolicna (Meyrick, 1935)
- P. mimetica Common, 1958
- P. nephelombra (Meyrick, 1904)
- P. paliscia Common, 1958
- P. pheletes Common, 1958
- P. proselia Common, 1958
- P. pycnoda (Lower, 1899)